# Anomala nigropicta
Anomala nigropicta är en skalbaggsart som beskrevs av Thomas Casey 1915. Anomala nigropicta ingår i släktet Anomala och familjen Rutelidae.

## Underarter
Arten delas in i följande underarter:
- A. n. canadensis
- A. n. saginatula
- A. n. floridana